# Eburodacrys crassipes
Eburodacrys crassipes är en skalbaggsart som beskrevs av Martins och Maria Helena M. Galileo 2008. Eburodacrys crassipes ingår i släktet Eburodacrys och familjen långhorningar. Inga underarter finns listade i Catalogue of Life.